# Muriel Evans
Muriel Evans (eigentlich Muriel Adele Evanson; * 20. Juli 1910 in Minneapolis, Minnesota; † 26. Oktober 2000 in Woodland Hills, Kalifornien) war eine US-amerikanische Schauspielerin.

## Leben
Muriel Evans wurde als Tochter norwegischer Einwanderer in Minneapolis geboren. Nur zwei Monate nach ihrer Geburt verstarb ihr Vater. Um Arbeit zu finden, zog ihre Mutter mit dem Baby nach Kalifornien. Sie fand Arbeit bei den First National Studios. Muriel verbrachte ihre Nachmittage auf dem Studiogelände. Schon bald wurde ein Studioangestellter auf sie aufmerksam. Er stellte sie dem Regisseur Robert Z. Leonard vor, der ihr eine kleine Rolle in dem Film Mademoiselle Modiste gab. Muriel besuchte die Highschool und spielte weiterhin kleinere Rollen am Theater und in Stummfilmen.
1929 unterbrach Muriel ihre Schauspiel-Karriere um die Schule zu beenden. Noch im gleichen Jahr heiratete sie den Fabrikantensohn Michael Cudahy und zog mit ihm nach Europa. 1931 entschied sich Muriel wieder zum Film zu gehen. Sie verließ ihren Ehemann und kehrte nach Hollywood zurück. Dort unterschrieb sie einen Vertrag bei MGM. Ihre Ehe wurde 1932 geschieden.
Muriel spielte an der Seite von Laurel und Hardy und Charley Chase in mehreren Kurzkomödien mit. Mit ihrer angenehmen Stimme hatte sie keine Schwierigkeiten beim Übergang vom Stumm- zum Tonfilm. Ab Mitte der 1930er Jahre wurde sie immer wieder in Western eingesetzt. Ihre Filmpartner waren u. a. John Wayne, Tom Mix, Tex Ritter, William Boyd und Buck Jones.
1936 heiratete Muriel den Theateragent Marshal Worchester. Vier Jahre später war sie der Filmindustrie überdrüssig und zog sich zurück. Mit ihrem Ehemann zog sie nach Washington, D.C. In den folgenden zehn Jahren trat sie in Radioshows und im Fernsehen auf. 1951 zog das Paar zurück nach Hollywood. Muriel kehrte nicht zum Film zurück. In Tarzana kauften sie sich ein Grundstück.
Nachdem ihr Mann 1971 gestorben war, arbeitete Muriel Evans als freiwillige Krankenschwester in einem Sanatorium für Filmschaffende in Woodland Hills. Nach einem Herzanfall 1994 zog sie selbst in das Sanatorium. Im Alter von 90 Jahren starb sie hier an den Folgen von Darmkrebs.

## Filmografie (eine Auswahl)
- 1925: Die Modekönigin (Mademoiselle Modiste) ungenannt
- 1932: Die Teufelsbrüder (Pack Up Your Troubles)
- 1933: Der Boxer und die Lady (The Prizefighter and the Lady)
- 1933: Ich tanze nur für Dich (Dancing Lady)
- 1933: Königin Christine (Queen Christine)
- 1934: Manhattan Melodrama
- 1934: Die Löwen von Hollywood (Hollywood Party)
- 1934: Hide-Out
- 1935: Flammende Grenze (The New Frontier)
- 1936: Der König vom Pecos (King of the Pecos)
- 1936: Mr. Deeds geht in die Stadt (Mr. Deeds Goes to Town)
- 1936: Amigo (Under Your Spell)
- 1937: Im Hinterhalt (Rustlers' Valley)